# トリニティスタディ
財務、投資アドバイス、およびリタイアメントプランにおけるトリニティ スタディ（Trinity study）とは、トリニティ大学の3人の金融学教授による1998年の有力な論文の愛称。株式を含むため不規則に変動する引退者のポートフォリオからの「安全な引出し率」を究明しようとする研究分野の1つである。
正式名称は、『退職金の節約：持続的な取り崩し率の選択』（英語: Retirement Savings: Choosing a Withdrawal Rate That Is Sustainable）。
この斬新な研究では、主にポートフォリオが要求された払戻期間において存続したかどうか、すなわち投資家がリタイアしてから死亡するまでの間に資金が払底しないか、によって成功が判定された。資本保全は主要な目標ではないものの、遺贈を希望する投資家のためにポートフォリオの「ターミナルバリュー」が考慮された。

## 研究と結論
株式と債券の組み合わせを含む引退者のポートフォリオからの年次引出しに対して、著者らが検討によって導き出したシナリオの1つに、「4%ルール」がある。ここでいう4%は、初年度のポートフォリオに対する引出しの割合のことであり、それ以降の年は消費者物価指数（CPI）に応じた生活費を反映した金額が想定される。引出しはポートフォリオによって得られる収入を超える可能性があり、ポートフォリオの総資産額は、株式市場のパフォーマンスが低い期間に大幅に目減りする可能性がある。ポートフォリオは30年続く必要があると想定されている。ポートフォリオが30年以内に使い果たされた場合、引出しレジームは失敗したと見なされ、期間満了時にも手つかずの資産がある場合は成功したと見なされる。
著者らは、イボットソン・アソシエイツによって蓄積された1925年から1995年までの市場データに対して、株式/債券の構成と引出し率の組み合わせをバックテストした。彼らは、15年から30年までの払戻期間と、横ばいとなるかインフレに伴って上昇する引出しを分析した。元利均等での引出しであれば、彼らは「仮に歴史が将来の指針となるのであれば、表1に示す払戻期間中に、引出し率が3%と4%では株式・債券混成のポートフォリオを使い果たす可能性は非常に低い。それならば、ポートフォリオの成功はほぼ確実と思われる」と述べている。インフレーションに伴う引出し額増加について、彼らは「株式主体のポートフォリオは3%から4%の引出し率における高いポートフォリオ成功率をもたらし続けている」としている。
著者らは次のように但し書きをつけている。
株式市場や債券市場の大きな不確実性により、「計画」という言葉が強調される。実際のドル引き出し額は、計画に対して上下し、中間軌道修正が必要になる可能性が高い。投資家は、引き出し率の選択は契約の問題ではなく、むしろ計画の問題であるということを心に留めておく必要がある。
安全な引出し率に対する資産評価の影響を分析し、より長期の引退のために4%ルールとトリニティスタディを改訂する試みがなされてきている。

## その他の研究、影響および批判
他の著者らは、バックテストおよびシミュレートされた市場データ、その他の引出し手順と戦略を用いて同様の研究を行っている。
トリニティスタディとそのたぐいの研究は、鋭く批判された。例えばスコットら（2008）は、研究のデータや結論についてではなく、彼らが非合理的で経済的に非効率的な引出し戦略として「この法則とその変異形は、リスクのある変動性のある投資戦略を使用して、一定で変動性のない支出計画に資金を供給するものである。その結果、市場がアウトパフォームすると引退者は使われない利益剰余金を溜め込み、市場がアンダーパフォームすると支出不足に直面する」と批判している。
リタイアメントプランの消費平準化理論の提唱者であるローレンス・コトリコフに至っては、「経済学とは無縁のものだ……経済理論では、ポートフォリオに基づいて支出を調整する必要があるといわれる。積極的に投資する場合は、支出においては防御的である必要がある。 4%ルールは、引退前の収入の85%を目標とする他の法則とは関係がないことに留意するように。すべてが藪から棒に作られたものだ」と突き放している。
当初のトリニティスタディは、1995年までのデータに基づいていた。2009年までのデータに基づく改訂版は、Pfau（2010）で提供されている。その後まもなく、トリニティスタディの元著者らは、2009年までのデータを用いた分析結果を公開した。
これらの研究における引退者のポートフォリオからの安全な引出し率を究明する手法は、投資で得られる将来のリターンから生じる不確実性のみを考慮している。この他の主要な不確実性としては、特定の生活水準を提供するために各期間に必要となる支出額がある。たとえば、緊急事態が発生したときには多額の追加引出しを強いられることも生じうるものであり、これは下げ相場の金融市場によってもたらされる損失に匹敵する。例としては、保険が適用されない浸水や地震によって引き起こされた家の大規模修繕があげられる。不確実な投資収益に加えて、そのような起こり得る緊急事態の影響は、Pye（2010）で考慮されている。4%の引出しが合理的に持続可能であることが期待される状況下では、各年の緊急事態の可能性とそのコストに関する合理的な仮定をすると、引出し額は1ポイント減少して約3%となる。
後者の分析は、各期間の引出しの価値を決定するために支出抑制ルール（英語: Retrenchment Rule）を使用することでも違いがある。この法則は、Pye（2010）およびPye（2012）で考察されている。支出抑制ルールを使用する場合、各期間における既定の引出し額は、前者の調査と同様に、インフレ調整をしたその前の引出し額となる。ただし、この既定の引出し額が適用されない場合がある。特に、最初の引出し額は、合理的に持続可能な額であるというだけでなく、引退者の以前の生活水準と結びついている。また、そのような削減が必要であることがテストで示された場合、一定期間の引出しは減らされる。これは、その時点での引出しの規模と残っている資金を考慮したときに、計画の終了前に資金が不足するリスクが高くなりすぎた場合になされる。